# Nicola Pellati
Nicola Pellati, noto anche nella variante di Niccolò (o Nicolò) Pellati (Gamalero, 20 aprile 1835 – Roma, 19 giugno 1907), è stato un ingegnere e geologo italiano.

## Biografia
Nel 1859, subito dopo la laurea in ingegneria, conseguita all'Università di Torino, venne assunto nel Corpo delle Miniere e inviato a specializzarsi presso la Scuola superiore delle miniere di Parigi (École des mines). Come ispettore del Corpo compì varie missioni nelle regioni metallurgiche austriache, in particolare di Stiria e Carinzia, e nel 1860, in Germania, visitò la miniera sulla catena montuosa di Harz, nei pressi di Hannover. Fu direttore, in tempi diversi, dei distretti minerari di Torino, Belluno, Iglesias, Genova, Ancona e Agordo. In quest'ultima località fondò, nel 1868, la prima sezione del Club Alpino Italiano delle Dolomiti, peraltro la quarta sorta in Italia, e fu direttore e docente dell'istituto minerario sino al 1871, prima di essere sostituito dal collega Lucio Mazzuoli.
Al secondo congresso internazionale di geologia, che si tenne a Bologna nel 1881, svolse una relazione sulle formazioni ofiolitiche in Italia. In quella sede partecipò alla fondazione della Società geologica italiana, di cui sarebbe stato presidente per il 1900. Nel 1892, alla morte di Felice Giordano, lo sostituì al vertice del Corpo delle Miniere. Nello stesso anno fu messo a capo dell'Ufficio della carta geologica del Regno d'Italia. Su questo tema, durante il secondo congresso geografico italiano, che si tenne a Roma nel 1895, sviluppò una specifica relazione.
Nell'ambito dell'esposizione universale di Parigi del 1900, partecipò al congresso internazionale delle miniere e della metallurgia, con tre relazioni, di cui due sul trattamento dei minerali, rispettivamente in Sardegna e in Sicilia, e una sull'uso del filo elicoidale per il taglio del marmo. Nel 1906, un anno prima della morte, effettuò numerosi sopralluoghi nelle Alpi liguri con Domenico Zaccagna e Luigi Baldacci, in particolare per curare la stesura della carta geologica dell'Italia.

## Opere principali
- Miniera e stabilimento metallurgico di Agordo, Politecnico, Milano 1867.
- La Gusella di Vescova, Cassone, Torino 1870.
- Sul metodo Zoppi di cementazione delle soluzioni cuprifere in Agordo, in «Atti della Reale Accademia dei Lincei», s. II, 1876, vol. III, pp. 138–145.
- Notizie sulla fabbricazione dei cannoni d'acciaio fuso, Cassone, Torino 1862.
- Sulla fabbricazione delle lastre di corazzatura, Cassone, Torino 1864.
- Études sur les formations ophiolitiques de l'Italie, Barbera, Roma 1881.
- Infortunii nelle zolfatare di Sicilia, Tip. eredi Botta, Roma 1882.
- I travertini della campagna romana, Tip. Nazionale, Roma 1883.
- Sur le traitement de minerais de soufre en Sicile, Theolier, Saint-Étienne 1900.
- La preparation mecanique des minerais metalliques en Sardaigne, Theolier, Saint-Étienne 1900